# Herse (satèl·lit)
Herse, també conegut com a Júpiter L (designació provisional S/2003 J 17), és un satèl·lit irregular de Júpiter. Va ser descobert el 8 de febrer del 2003 pels astrònoms Brett J. Gladman, John J. Kavelaars, Jean-Marc Petit i Lynne Allen. Va ser anomenat en honor d'Herse, de la mitologia grega.
Herse té uns 2 quilòmetres de diàmetre i orbita Júpiter en una distància mitjana de 22.134 Mm en 672,752 dies, amb una inclinació mitjana de 165º respecte a l'eclíptica, en direcció retrògrada i amb una excentricitat orbital mitjana de 0,2493.
És el membre més interior del grup de Carme, compost per llunes irregulars i retrògrades que orbiten Júpiter en una distància d'entre 23 i 24 Gm amb una inclinació d'uns 165º.